# Maarouf Youssef
Maarouf Youssef (sinh ngày 20 tháng 12 năm 1992) là một cầu thủ bóng đá người Burkina Faso gốc Nigeria thi đấu cho câu lạc bộ Ai Cập Zamalek SC ở vị trí tiền vệ.

## Cuộc sống ban đầu
Youssef sinh ra ở Kwara, Nigeria, học tại Government Secondary School, Ilorin

## Sự nghiệp quốc tế
Maarouf là người gốc Burkina Faso. Anh thi đấu cho Burkina Faso vào ngày 14 tháng 11 năm 2012 trong chiến thắng giao hữu 1-0 trước CHDC Congo. Tháng 5 năm 2017, anh được triệu tập vào đội tuyển quốc gia Nigeria tham dự Vòng loại Cúp bóng đá châu Phi 2019 trước Nam Phi

## Danh hiệu

### Câu lạc bộ
Zamalek SC
- Giải bóng đá ngoại hạng Ai Cập: 2014-15
- Cúp bóng đá Ai Cập: 2015, 2016, 2018
- Siêu cúp bóng đá Ai Cập: 2016